# Kumlaby
Kumlaby är ett bostadsområde på Visingsö i Jönköpings län. Fram till mitten av 1500-talet var den kyrkby för Kumlaby församling som då uppgick i Visingsö församling.
Orten är en utdragen by utmed den nordsydliga vägen på norra delen av ön. Kumlaby kyrka ligger här.
Kumlaby är en del av tätorten Tunnerstad.